# Süplingen
Süplingen è una frazione (Gemeindeteil) della città tedesca di Haldensleben, nel Land della Sassonia-Anhalt.